# Sascha Boller
Sascha Boller (Pforzheim, 1984. február 16. –) német labdarúgó, az osztrák SV Grödig középpályása.